# Thryptodexia polita
Thryptodexia polita är en tvåvingeart som beskrevs av Malloch 1926. Thryptodexia polita ingår i släktet Thryptodexia och familjen parasitflugor. Inga underarter finns listade i Catalogue of Life.